# Metropolitana di Madrid

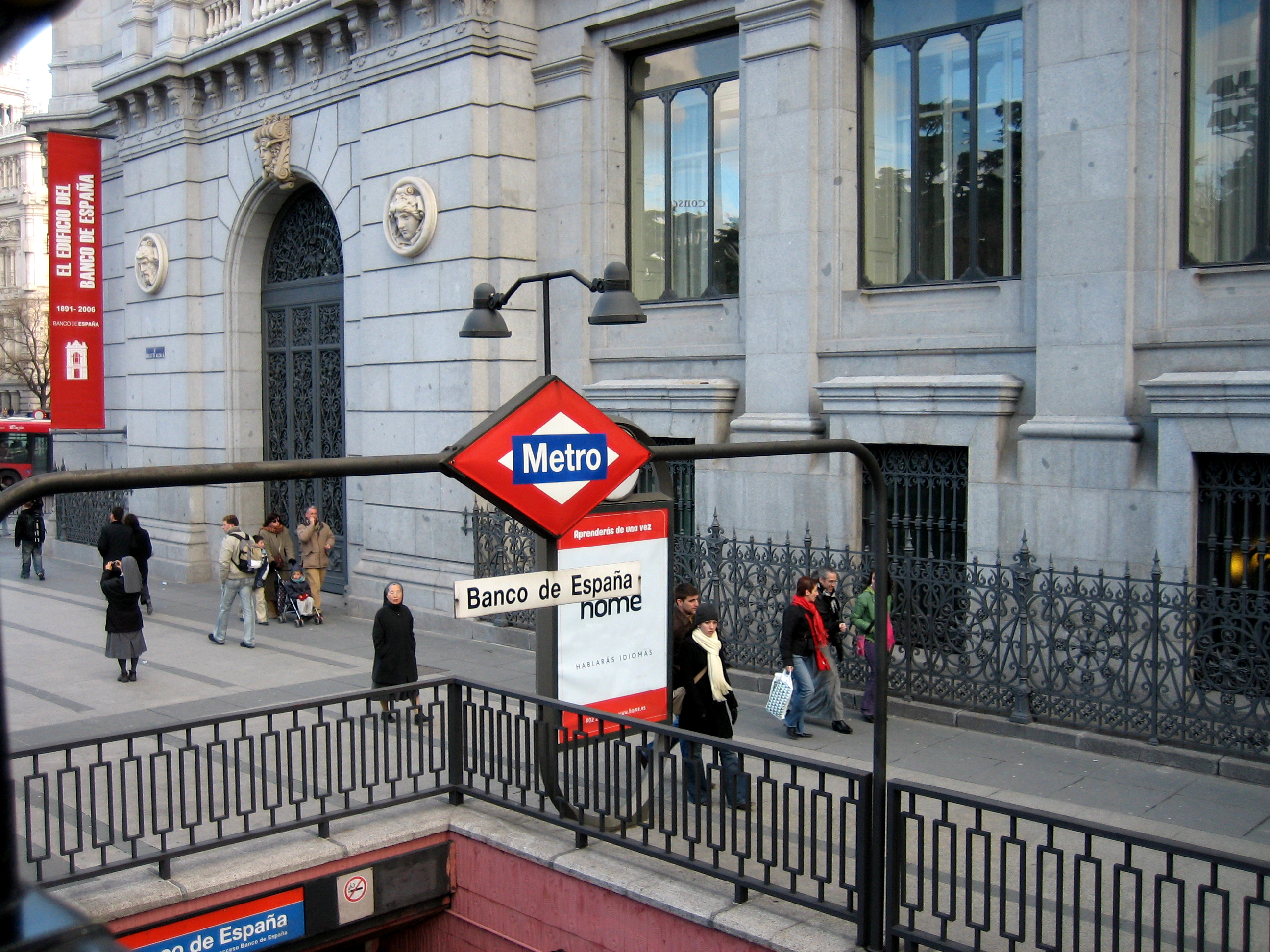
Tipico ingresso, alla stazione di Banco de España

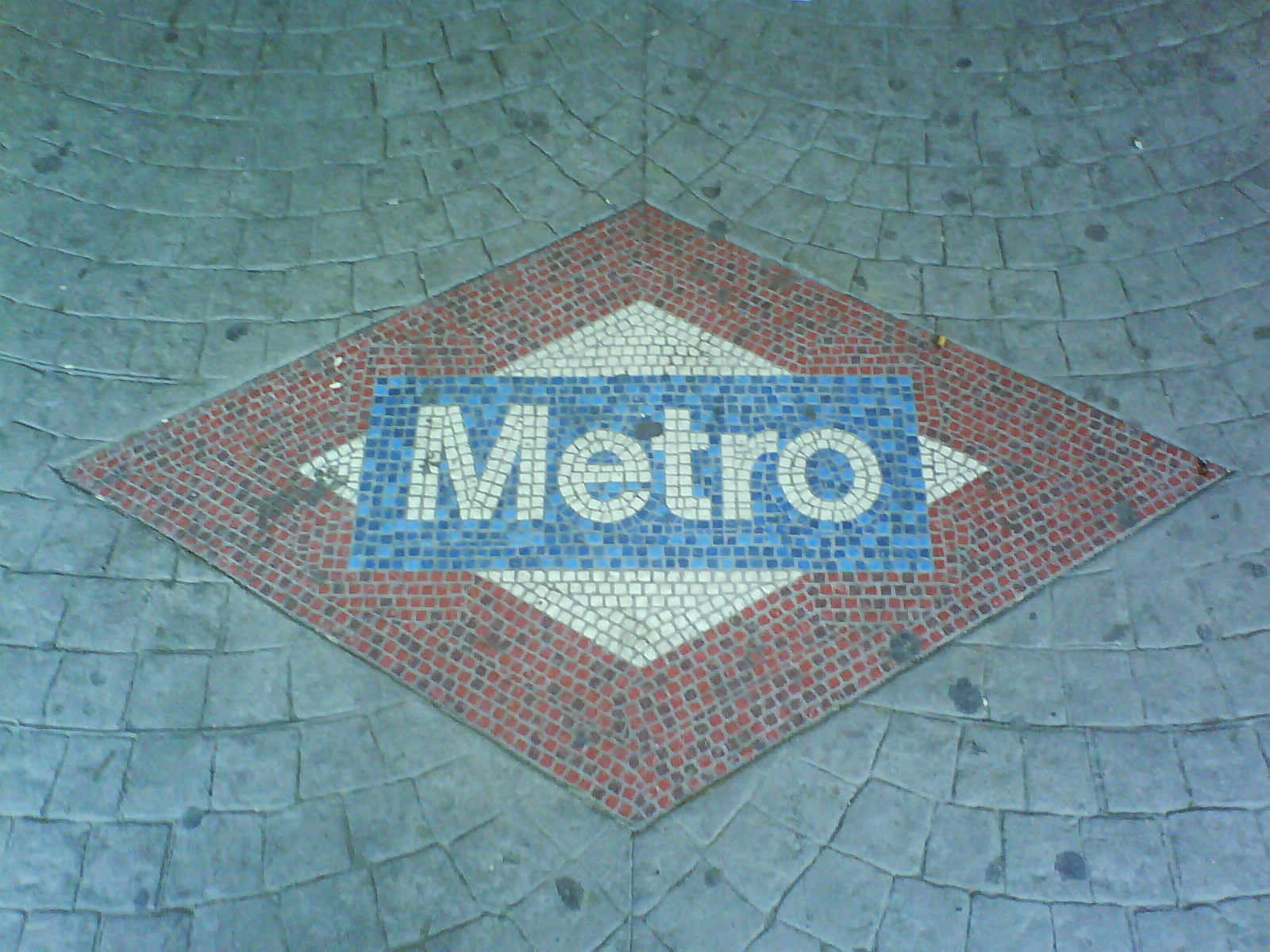
Logo della metro fatto a mosaico

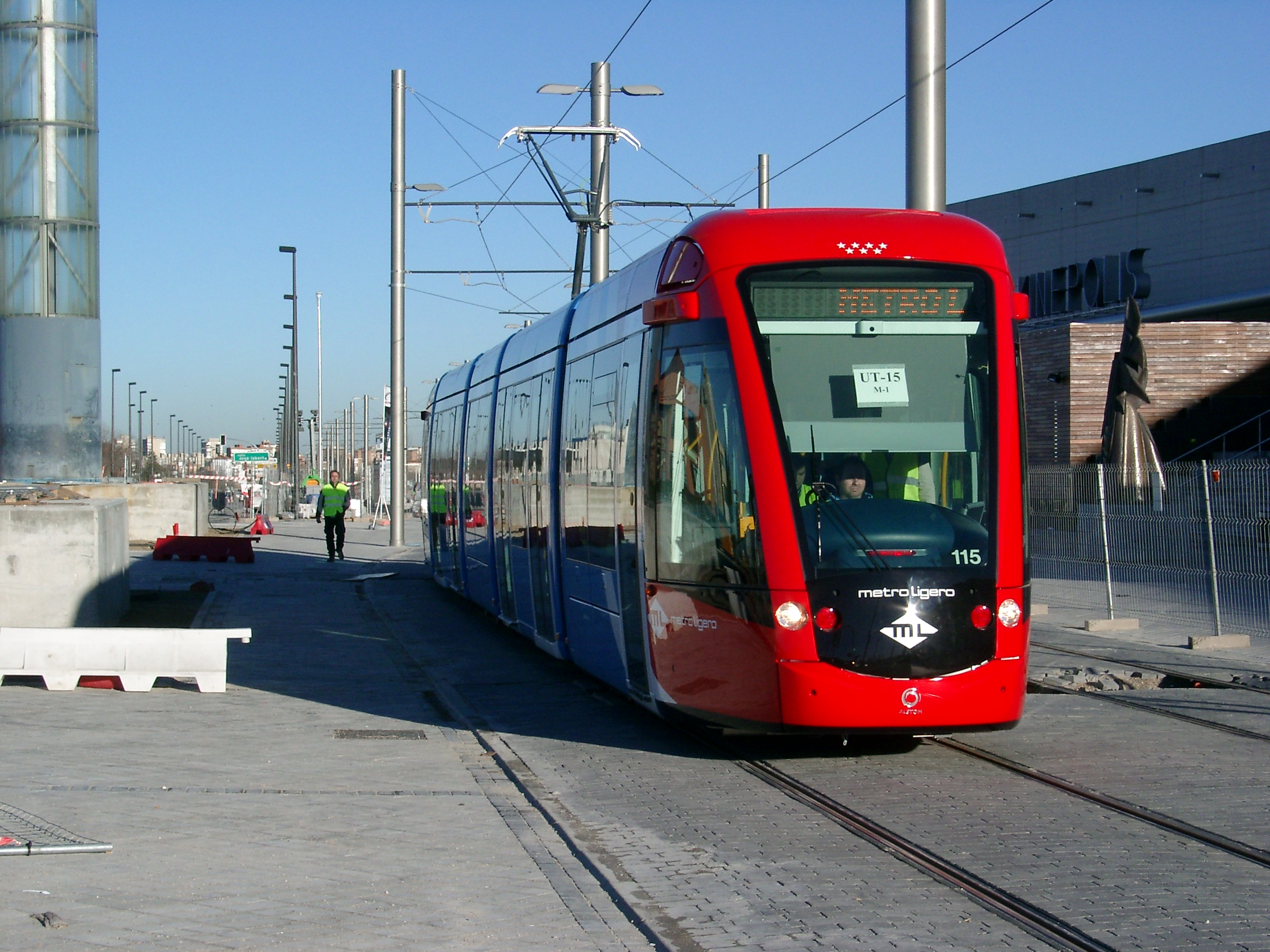
Tranvia della metropolitana leggera nel febbraio 2007

La metropolitana di Madrid (in spagnolo Metro de Madrid) è una rete di 12 (13 contando il Ramal e 16 contando la metropolitana leggera) linee di metropolitana a servizio della città di Madrid, capitale della Spagna.
La sua rete costituisce la terza metropolitana più estesa d'Europa dopo quelle di Londra (405,2 km) e Mosca (525,8 km ) e la ventesima del mondo, vantando 296,4 km di linee. Negli ultimi 20 anni, il sistema metropolitano ha visto una veloce crescita, diventando una delle reti con la crescita più elevata in tutto il mondo, arrivando a competere con molte metropolitane asiatiche, come quelle di Delhi, Shanghai, Canton o di Pechino.
La metropolitana di Madrid è gestita dal Consorcio Regional de Transportes de Madrid, fu inaugurata il 17 ottobre 1919 dal re Alfonso XIII e conta 277 stazioni, delle quali 235 servono una sola linea, 28 ne servono due, 12 ne servono tre e la stazione di Avenida de América ne serve quattro. In tre stazioni (Tres Olivos, Estadio Olímpico e Puerta de Arganda) bisogna effettuare un cambio di treno all'interno della linea e 21 stazioni hanno corrispondenza con la rete di Cercanías di Madrid. Se si tiene conto delle linee che passano per ogni stazione, il numero delle stazioni sale a 302.
È composta da 12 linee principali e da un collegamento intermedio, chiamato Ramal o Linea R, tra le stazioni Ópera e Príncipe Pío.
Nel 2023 sono stati registrati 662 307 878 accessi e la linea più frequentata è stata la linea 6 (circolare) con 110,1 milioni di utenti.
La metropolitana di Madrid è in funzione ogni giorno dalle 6:00 all'1:30.

## La rete

### Dati generali
È composta da 12 linee principali e da un collegamento, chiamato Ramal o Linea R, tra le stazioni Ópera e Príncipe Pío. La metropolitana di Madrid è gestita dal Consorcio Regional de Transportes de Madrid e conta 302 stazioni.
I treni circolano sulla loro sinistra, a differenza di quanto accade nella maggior parte delle reti ferroviarie esistenti in Spagna in cui i treni circolano a destra. La metropolitana è in funzione ogni giorno dalle 6:00 all'1:30.
La maggior parte della linea è sotterranea, eccezion fatta per alcuni tratti delle linee 5, 8, 9 e 10, nonché la totalità delle linee ML-1, ML-2 e ML-3 della metropolitana leggera.

### Le linee
La rete consta attualmente di 13 linee metropolitane e 3 metrotranvie:
| Linea  | Inizio                 | Fine                | Inaugurazione | Ultima estensione | Tracciato | Stazioni | Lunghezza banchine | Utenti annuali |
| ------ | ---------------------- | ------------------- | ------------- | ----------------- | --------- | -------- | ------------------ | -------------- |
|        | Pinar de Chamartín     | Valdecarros         | 1919          | 2007              | 23,9 km   | 33       | 90 m               | 85.509.094     |
|        | Las Rosas              | Cuatro Caminos      | 1924          | 2011              | 12 km     | 20       | 60 m               | 41.699.549     |
|        | Moncloa                | El Casar            | 1936          | 2025              | 18,9 km   | 19       | 90 m               | 70.255.789     |
|        | Pinar de Chamartín     | Argüelles           | 1944          | 2007              | 16 km     | 23       | 60 m               | 38.926.229     |
|        | Alameda de Osuna       | Casa de Campo       | 1968          | 2006              | 23,2 km   | 32       | 90 m               | 72.521.214     |
|        | Circolare              | Circolare           | 1979          | —                 | 23,5 km   | 28       | 115 m              | 110.146.740    |
|        | Hospital del Henares   | Pitis               | 1974          | 2019              | 30.9 km   | 31       | 115 m              | 43.472.971     |
|        | Nuevos Ministerios     | Aeropuerto T4       | 1998          | 2007              | 16.5 km   | 8        | 115 m              | 17.283.977     |
|        | Arganda del Rey        | Paco de Lucía       | 1980          | 2015              | 39.5 km   | 29       | 115 m              | 39.329.707     |
|        | Hospital Infanta Sofía | Puerta del Sur      | 1961          | 2007              | 36.5 km   | 31       | 115 m              | 79.826.425     |
|        | Plaza Elíptica         | La Fortuna          | 1991          | 2010              | 8,5 km    | 7        | 115 m              | 60.610.54      |
|        | Circolare              | Circolare           | 2003          | —                 | 41 km     | 28       | 115 m              | 44.128.471     |
|        | Ópera                  | Príncipe Pío        | 1925          | —                 | 1,1 km    | 2        | 60 m               | 42.134.89      |
|        | Pinar de Chamartín     | Las Tablas          | 2007          | —                 | 5,4 km    | 9        | 45 m               | 8.898.989      |
|        | Colonia Jardín         | Stazione di Aravaca | 2007          | —                 | 8,7 km    | 13       | 45 m               | 8.898.989      |
|        | Colonia Jardín         | Puerta de Boadilla  | 2007          | —                 | 13,7 km   | 16       | 45 m               | 8.898.989      |
| Totale | Totale                 | Totale              | Totale        | Totale            | 296,5 km  | 303      | —                  | 662.307.878    |

### Metropolitana leggera
La metropolitana leggera di Madrid (in spagnolo: Metro Ligero o Tranvía) è costituita da due sistemi di metrotranvia separati tra loro e tre linee. Le linee sono gestite da due diverse aziende: Metros Ligeros de Madrid S.A., concessionaria della linea ML1 e Metro Ligero Oeste S. A., concessionaria della linea ML2 e della linea ML3. Entrambi i sistemi sono stati inaugurati il 24 maggio 2007.

## Storia

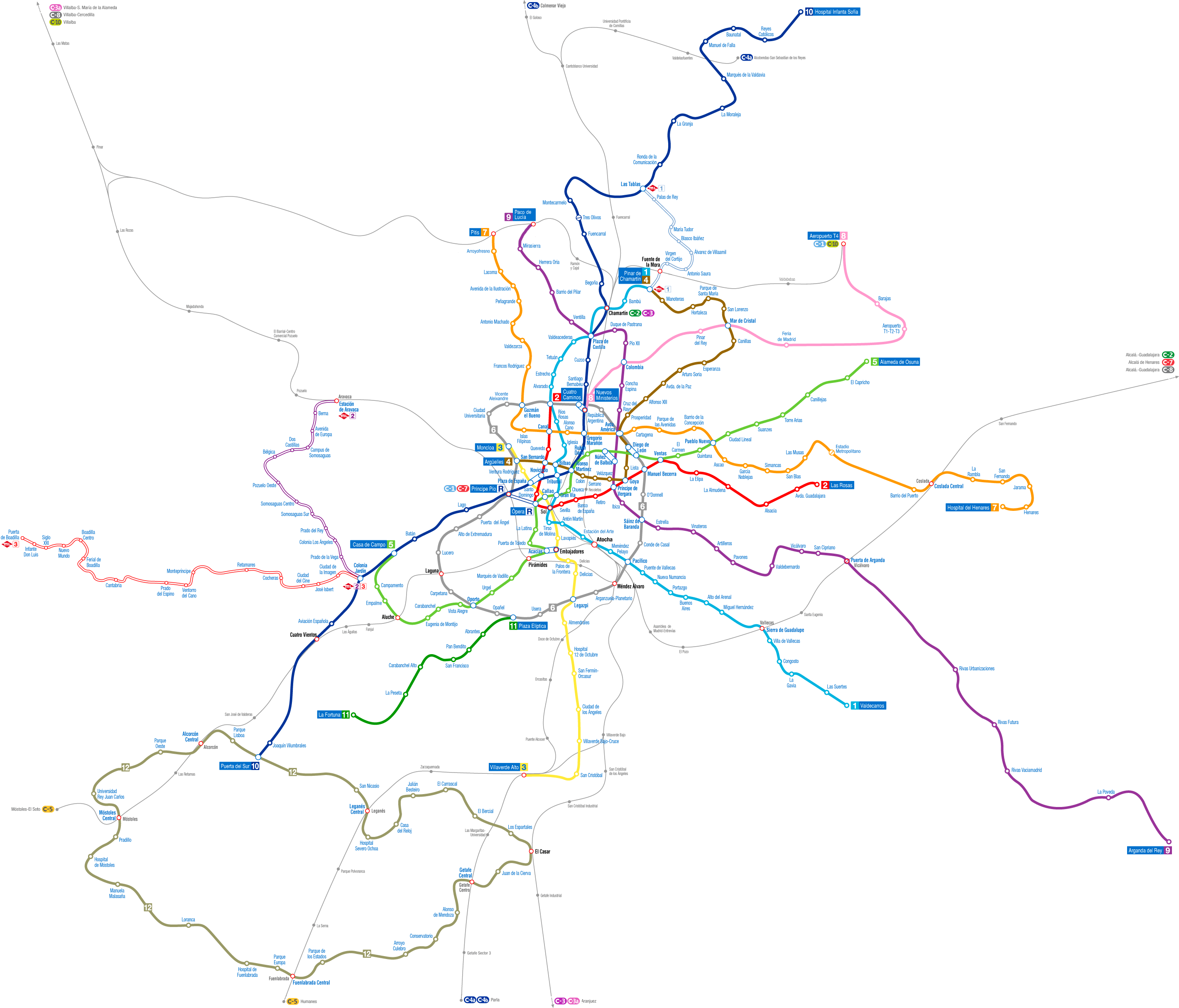
Piano in scala della metropolitana di Madrid

Piano schematico della metropolitana di Madrid

La costruzione della metropolitana situò Madrid all'altezza delle altre grandi città europee che già utilizzavano un sistema di trasporto di questo tipo, quali Londra (1863), Budapest (1896), Parigi (1900) e Berlino (1902).
Il 24 gennaio 1917 si costituì la Compañía Metropolitano Alfonso XIII, così battezzata in onore del monarca, che apportò all'impresa un milione di pesetas a titolo personale. Il progetto originale proponeva la costruzione di 4 linee che servissero il centro urbano così come alcuni abitati vicini. La lunghezza prevista era di 14 km. I treni, composti da 5 vagoni con capacità per 250 persone, avrebbero dovuto circolare ad una velocità di 25 km/h e a una profondità media di 10 metri, con una frequenza di passaggio di 2-3 minuti.
Il primo tratto (Cuatro Caminos – Sol, linea 1), fu inaugurato il 17 ottobre 1919 dal re Alfonso XIII; misurava 3,5 km e contava 8 stazioni.
Oggi la rete metropolitana di Madrid si estende su 294 km di rotaie, 13 linee e 302 stazioni e offre i suoi servizi a oltre 600 milioni di utenti annuali. La rete è la seconda più estesa dell'Unione europea e la quinta del mondo, dopo quelle di Shanghai, Londra, New York e Tokyo. È inoltre una delle reti maggiormente in espansione, con ampliamenti durante gli ultimi decenni e non meno ambiziosi progetti in corso.
La linea 8 collega la zona dei Nuevos Ministerios (Nuovi Ministeri) con l'Aeroporto di Madrid-Barajas. La linea più recente è la 12 (MetroSur) che, con un percorso circolare, collega i sobborghi meridionali di Alcorcón, Móstoles, Fuenlabrada, Getafe e Leganés.
Quest'ultima è uno dei più grossi progetti di ingegneria civile in Europa; i lavori, iniziati nel 2000 e portati a termine l'11 aprile 2003 con l'inaugurazione dopo soli 3 anni, hanno comportato la costruzione di oltre 40 km di tunnel e di 28 nuove stazioni, comprendendo anche l'interscambio con la linea 10 che la collega al centro della città. Nell'ultima legislatura autonoma sotto l'amministrazione della presidentessa Esperanza Aguirre il metro è stato ampliato di 84 km e 95 nuove stazioni; di questo ampliamento fanno parte anche le tre nuove linee di Metro Ligero (Metrotranvía), realizzate per collegare i comuni limitrofi con la rete di metropolitana della capitale.
Il parco macchine che percorre le linee metropolitane è superiore alle 1.500 unità. La maggior parte dei mezzi è stata costruita dalla spagnola CAF, mentre sulle linee 7 e 10 sono operativi veicoli costruiti da AnsaldoBreda.
L'espansione maggiore delle linee si è avuta dopo il 1995, portando la Metropolitana di Madrid ad essere inserita tra le 10 più lunghe al mondo, nonostante la città stessa ed il suo hinterland raggiungano solo il 50º posto tra i maggiori agglomerati mondiali con più di 5 milioni di abitanti.

## Materiale rotabile

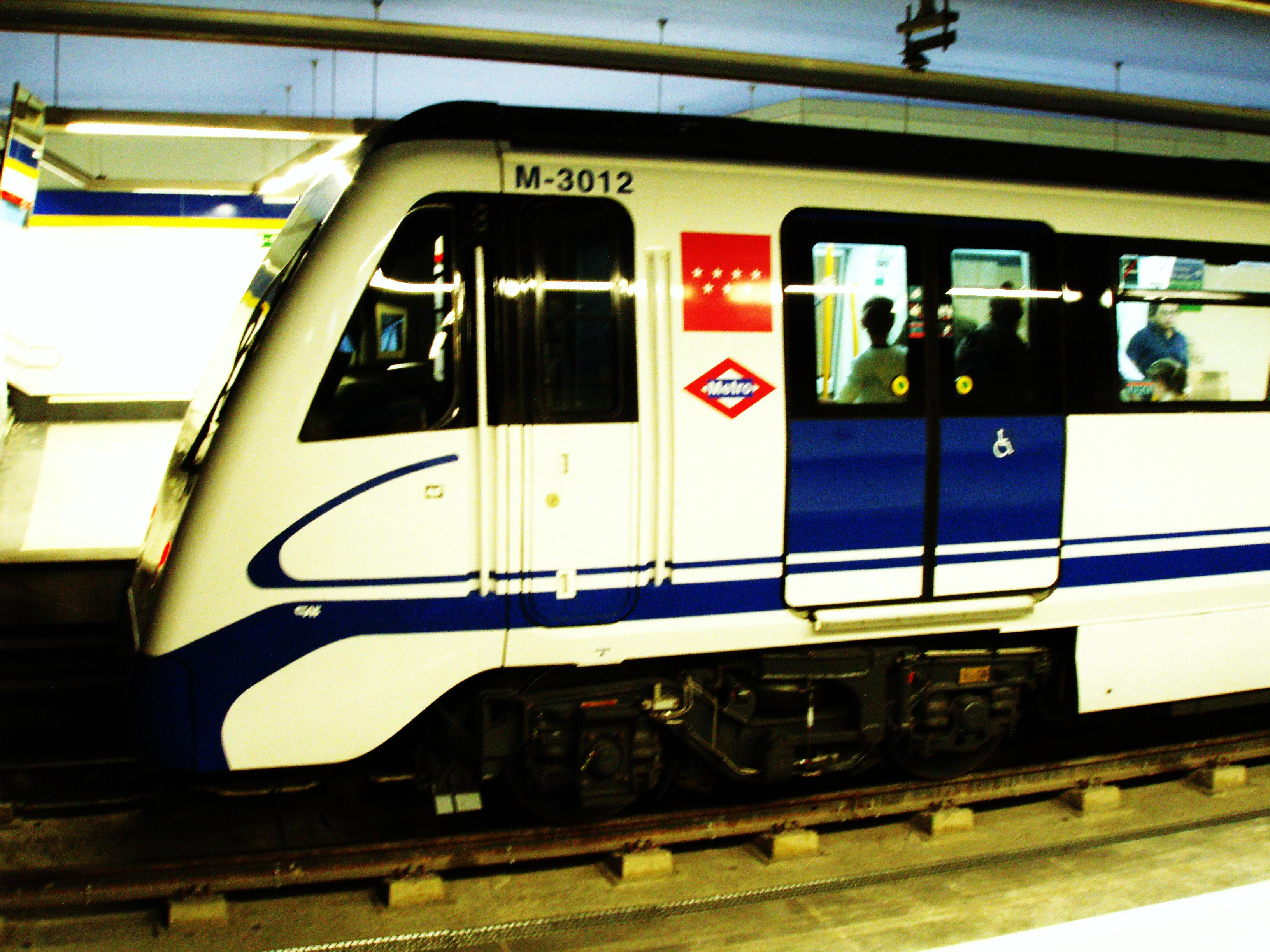
Treno della serie 3000

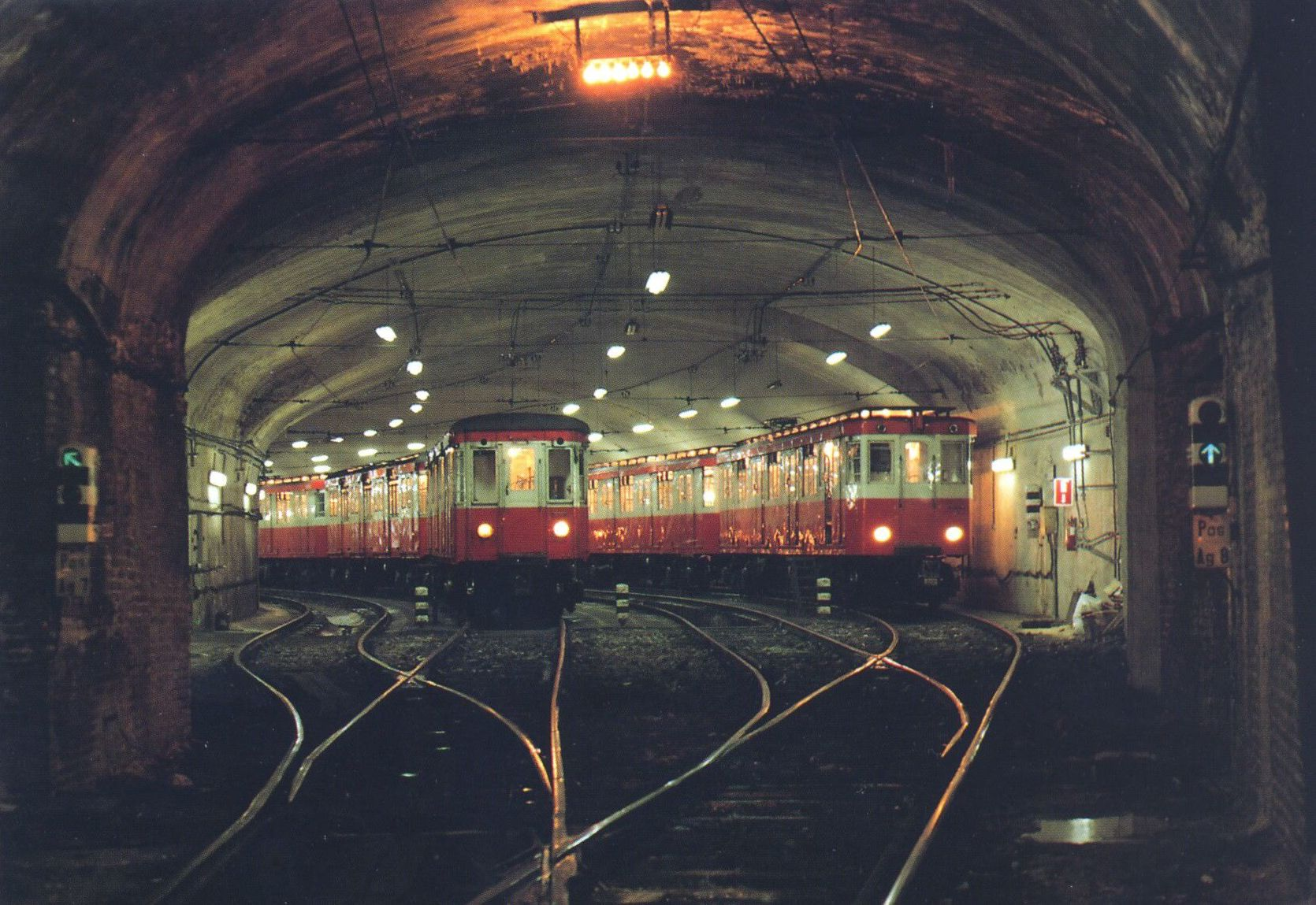
Alcuni dei treni

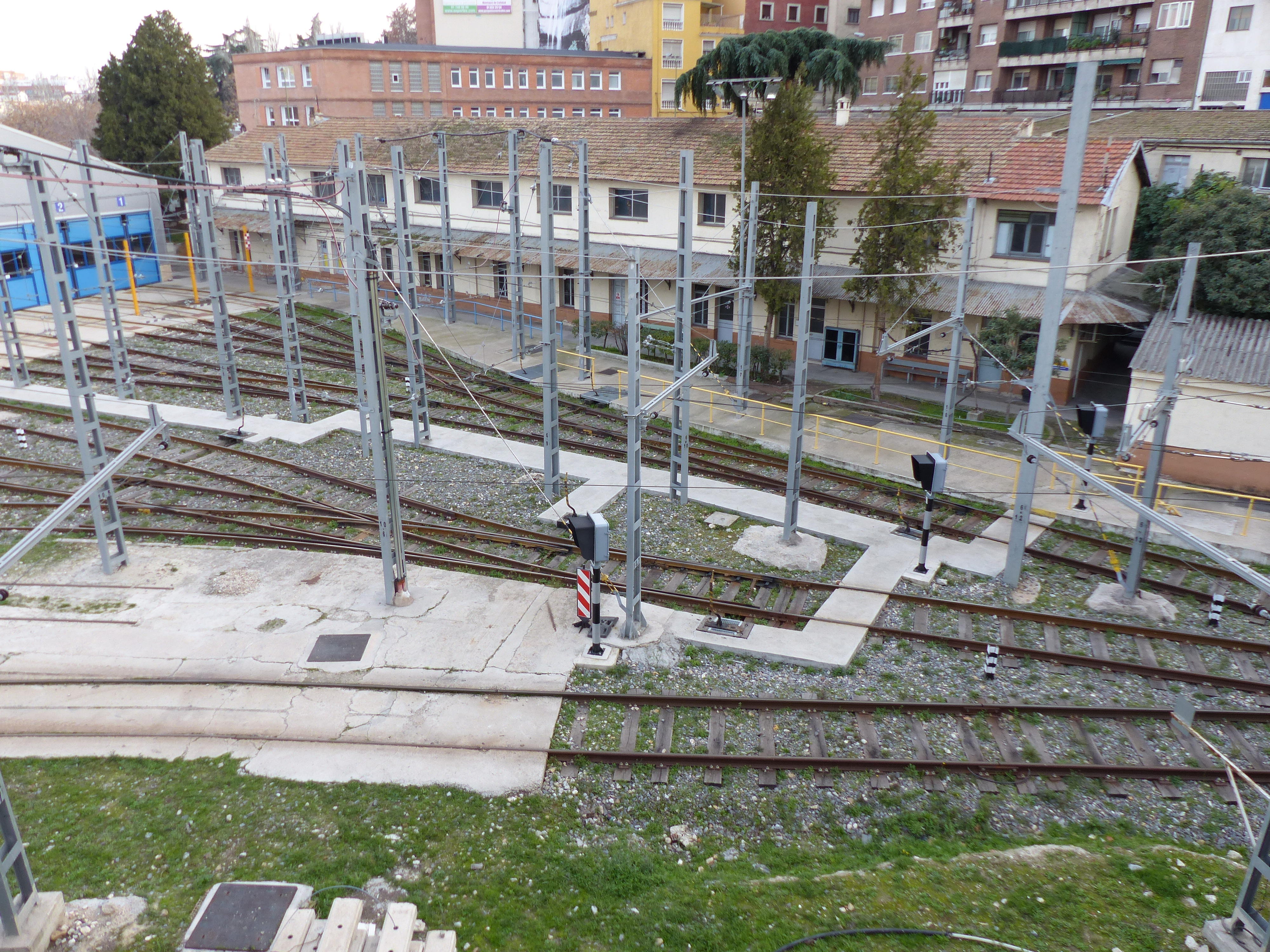
Uno dei depositi della metropolitana

### Parco mezzi
Al 2018 la rete della metropolitana conta 2322 vagoni. Le unità che circolano appartengono alle seguenti serie:
- Serie 2000a, che circolano sulla linea 1
- Serie 2000b, che circolano sulla linea 5
- Serie 3000, che circolano sulle linee 2, 3, 4, 5 e sul Ramal
- Serie 5000, che circolano sulle linee 6 e 9
- Serie 6000, che circolano sulla linea 9
- Serie 7000, che circolano sulla linea 10
- Serie 8000, che circolano sulle linee 8, 10 e 12
- Serie 8400, che circolano sulle linee 6, 9 e 12
- Serie 9000, che circolano sulle linee 7, 9, 10 e 12

Quando alcune linee hanno una mancanza di treni, specialmente nelle ore di punta, le unità provenienti da altre linee vengono di solito trasferite in esse.
La maggior parte del materiale rotabile viene costruita dalla CAF in particolare la serie 2000, 3000, 5000, 6000 e 8000. Il resto del materiale, in particolare la serie 7000 e 9000, vengono costruite dalla AnsaldoBreda.

### Depositi e officine
La linea metropolitana dispone di uno o più depositi per la manutenzione e il rimessaggio dei treni.
- Depositi: Sono le strutture più grandi e vengono utilizzati anche per la manutenzione dei treni. I depositi della metropolitana di Madrid sono collocati a Cuatro Caminos, Las Ventas, Canillejas, Aluche, Fuencarral, Sacedal (nei pressi della stazione Mirasierra), Laguna, Hortaleza, Cuatro Vientos, Loranca, Valdecarros e Villaverde Alto. Il deposito più importante è il deposito situato a Canillejas, il quale dispone delle officine di riparazione più grandi, infatti è situato in una superficie di 30 ettari;
- Officine: Sono strutture più piccole rispetto ai depositi e sono generalmente collocati sottoterra. Le officine della metropolitana di Madrid sono collocati a Argüelles, Moncloa (costruita in seguito la nuova stazione di Moncloa), Miguel Hernández, Ciudad Universitaria, Puerta de Arganda, Nuevos Ministerios, El Bercial, Universidad Rey Juan Carlos, Cuatro Caminos e Arganzuela-Planetario.

Anche le linee della metropolitana leggera hanno le loro officine, che sono collocate a Sanchinarro, Boadilla e Pozuelo.

## Servizio

### Orari
Il servizio inizia, su tutte le linee, alle 6:05 e termina all'1:30. Fino al 31 dicembre 2018, le stazioni della linea 9 gestite dalla TMF erano aperte fino alle 23:00 (dalla domenica al giovedì) e fino alle 24:00 (venerdì e sabato). Dal 1º gennaio 2019 ne è stato prolungato l’orario di apertura, adeguandolo a quello di tutte le altre linee.

### Tariffazione

Il CRT vende abbonamenti mensili e annuali con viaggi illimitati entro una zona coperta, sui ogni metodo di trasporto supportato dal CRT.

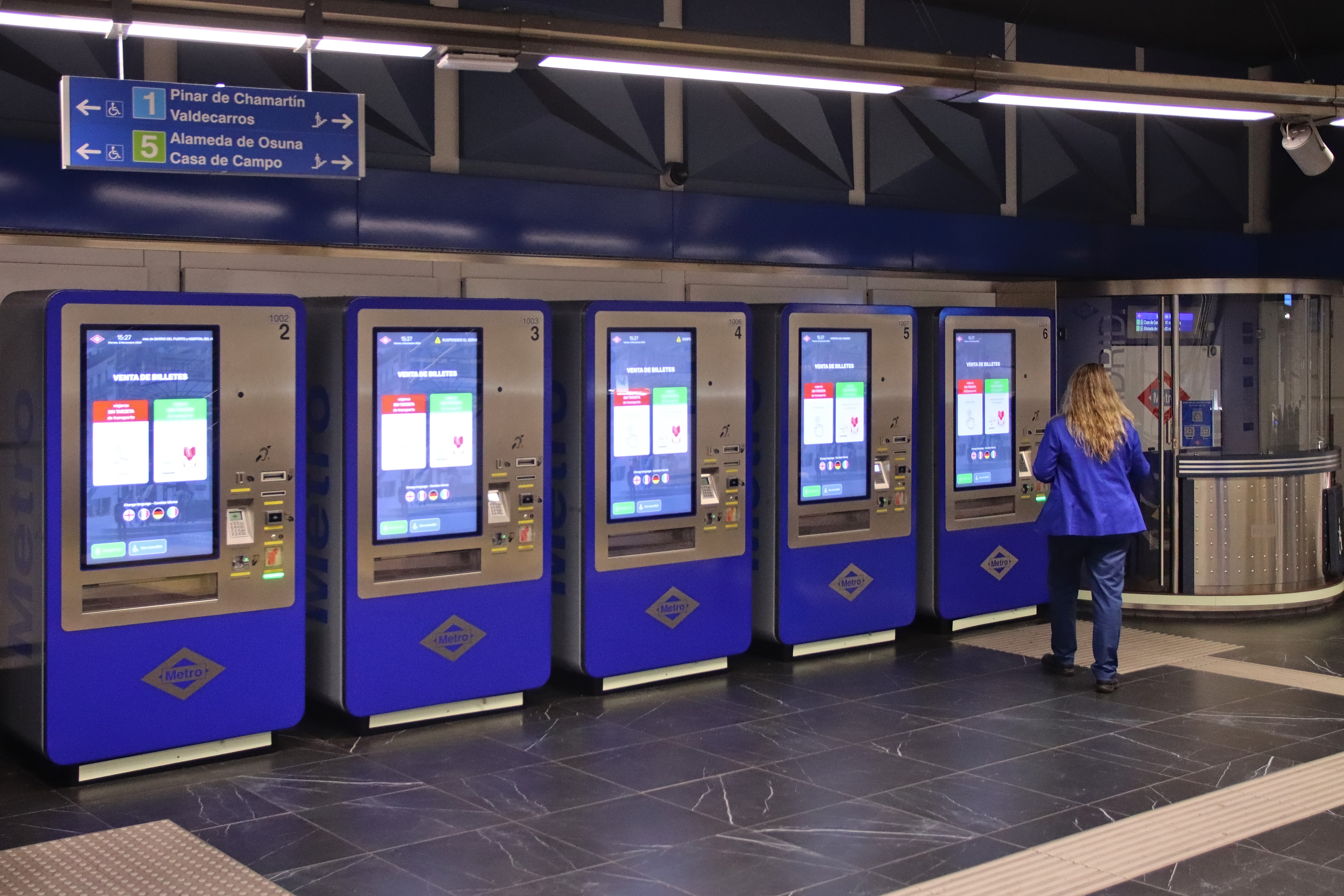
Macchine per i biglietti utilizzate nella Metropolitana di Madrid.

Il sistema metropolitano di Madrid è diviso in zone «funzionali». Ognuna ha un biglietto «singolo» (in spagnolo: Billete Sencillo), valido per un solo viaggio all'interno della zona, e un biglietto comprensivo di 10 viaggi ad un prezzo più agevolato. Quando si viaggia da una zona ad un'altra, si deve comprare il nuovo biglietto per la zona di destinazione. Esiste anche un biglietto «combinato» (in spagnolo: Sencillo Combinado), valido per un singolo viaggio tra qualsiasi zona del network, eccetto la stazione per l'Aeroporto di Madrid-Barajas che prevede un supplemento aggiuntivo di 3€. È possibile viaggiare dalla stazione dell'aeroporto in qualsiasi punto della rete al costo di 4,5€.
Anche il Consorcio Regional de Transportes (CRT) ha una propria suddivisione, con zone geografiche identificate con nomi che vanno dalla A a C2. Questo ente vende sia abbonamenti mensili e annuali per un numero illimitato di viaggi entro la zona di validità, sia una serie di biglietti per turisti per 1, 3, 5 o 7 giorni. Questi abbonamenti vengono accettati per le stazioni metropolitane, nelle rispettive zone, e i passeggeri possono utilizzare i biglietti del CRT senza dover pagare il supplemento per l'aeroporto.
Le zone corrispondenti alla metropolitana di Madrid sono le seguenti:
- Zona A: rientrano in questa zona le linee 1, 2, 3, 4, 5, 6, 7 (tra le stazioni di Pitis e Estadio Metropolitano), 8, 9 (tra le stazioni di Paco de Lucía e Puerta de Arganda), 10 (tra le stazioni di Ronda de la Comunicación e Cuatro Vientos), 11 (tra le stazioni di Plaza Elíptica e La Peseta), il Ramal, la linea 1 della metropolitana leggera e la stazione di Aravaca della linea 2 della metro leggera;
- Zona B1: rientrano in questa zona la linea 7 (tra le stazioni di Hospital del Henares e Barrio del Puerto, le stazioni Rivas Futura e Rivas-Urbanizaciones della linea 9, la linea 10 (tra le stazioni di Hospital Infanta Sofía e La Granja e tra quelle di Puerta del Sur e Joaquín Vilumbrales), la stazione La Fortuna sulla linea 11, la linea 12 (tra le stazioni di Parque Oeste e Arroyo Culebro), le linee tram 2 (tra le stazioni di Stazione di Aravaca e Prado de la Vega) e 3 (tra le stazioni di Ventorro del Cano e Colonia Jardín;
- Zona B2: rientrano in questa zona la stazione Rivas Vaciamadrid della linea 9, le stazioni della linea 12 che si trovano nel territorio del comune di Móstoles e Fuenlabrada e la parte della linea tranviaria 3 che si trova all'interno del territorio del comune di Boadilla del Monte;
- Zona B3: rientrano in questa zona le stazioni La Poveda e Arganda del Rey della linea 9.

#### Titoli di viaggio

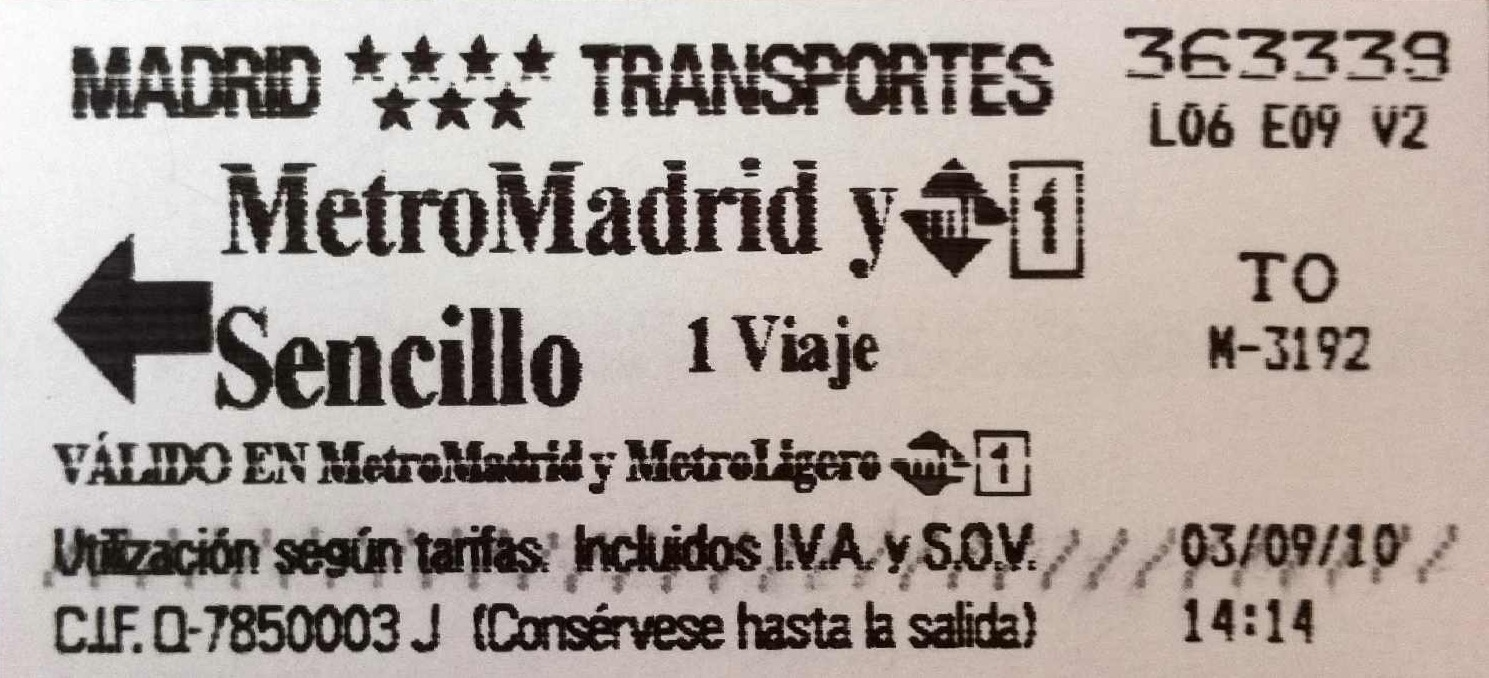
Uno dei biglietti Sencillo MetroMadrid

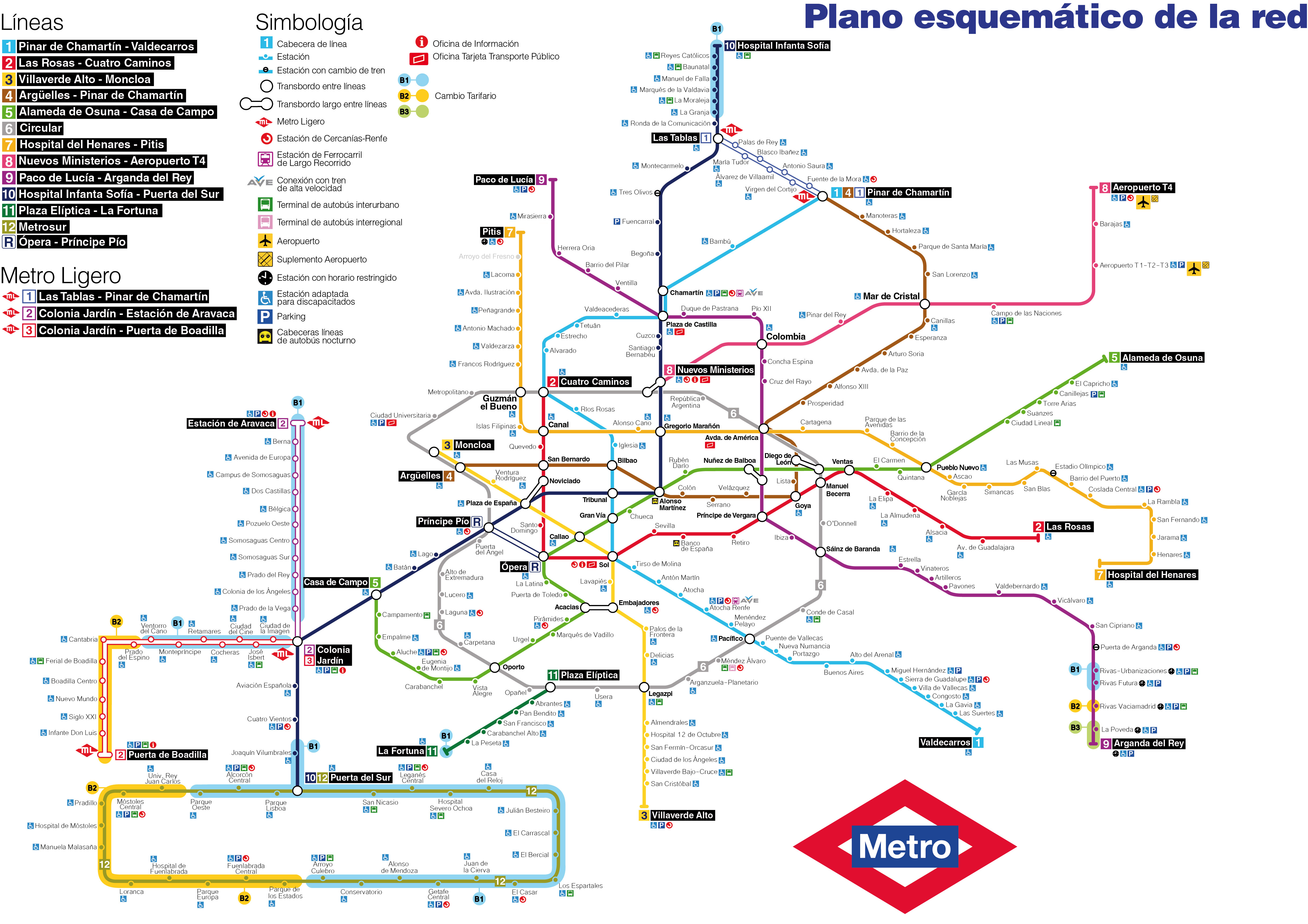
Schema della rete con le zone indicate

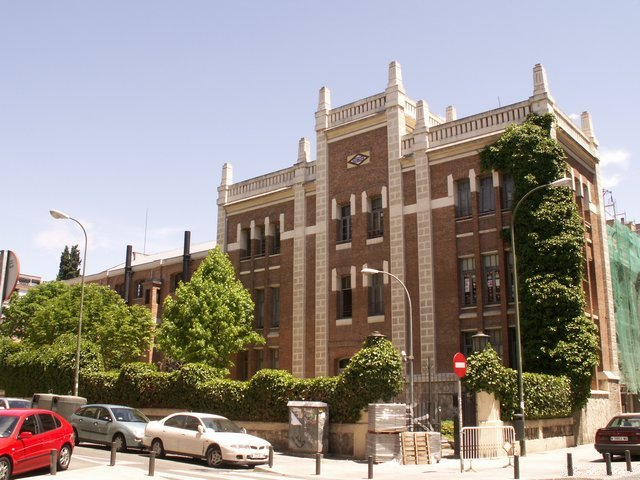
L'antica centrale elettrica Pacifico

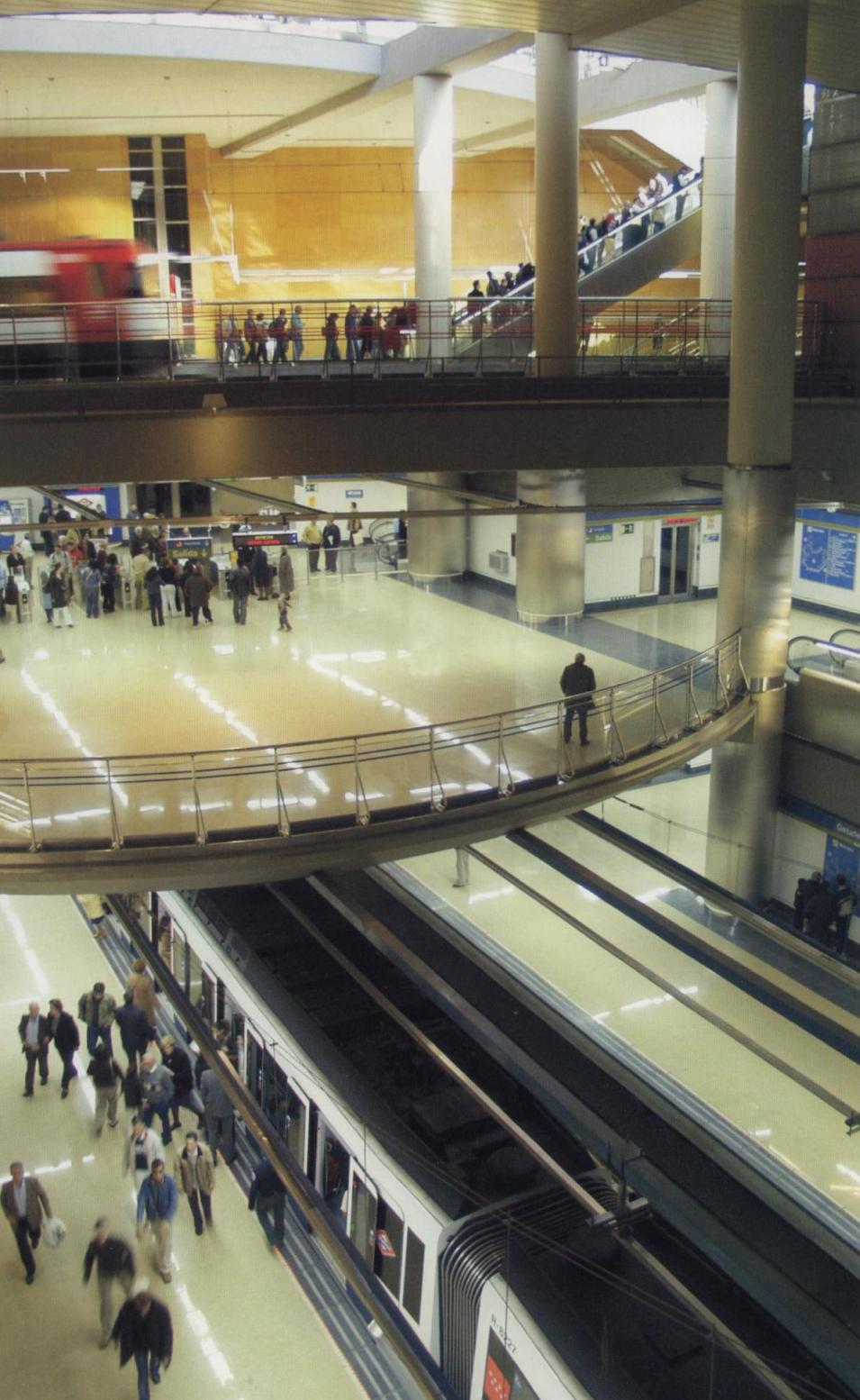
L'interno della stazione Getafe Central

| Nome                 | Zona di validità                                                             | Scadenza  | Prezzo             |
| -------------------- | ---------------------------------------------------------------------------- | --------- | ------------------ |
| Sencillo Combinado   | Intera rete                                                                  | 1 viaggio | 3,00 €             |
| Sencillo MetroMadrid | Zona A                                                                       | 1 viaggio | da 1,50 € a 2,00 € |
| Sencillo TFM         | (Arganda del Rey – Puerta de Arganda)                                        | 1 viaggio | 2,00 €             |
| Sencillo MetroSur    | (Intera linea) (Joaquín Vilumbrales – Puerta del Sur)                        | 1 viaggio | 1,50 €             |
| Sencillo MetroNorte  | (La Granja – Hospital Infanta Sofía)                                         | 1 viaggio | 1,50 €             |
| Sencillo MetroEste   | (Barrio del Puerto – Hospital del Henares)                                   | 1 viaggio | 1,50 €             |
| Sencillo ML2         | (Colonia Jardín – Stazione di Aravaca)                                       | 1 viaggio | 2,00 €             |
| Sencillo ML3         | (Colonia Jardín – Puerta de Boadilla)                                        | 1 viaggio | 2,00 €             |
| 10 viajes combinado  | Intera rete                                                                  | 10 viaggi | 18,00 €            |
| Metrobús             | Zona A Rete autobus della EMT                                                | 10 viaggi | 12,20 €            |
| 10 Viajes TFM        | (Arganda del Rey – Puerta de Arganda)                                        | 10 viaggi | 12,20 €            |
| 10 Viajes MetroSur   | (Intera linea) (Joaquín Vilumbrales – Puerta del Sur)                        | 10 viaggi | 11,20 €            |
| 10 Viajes MetroNorte | (La Granja – Hospital Infanta Sofía)                                         | 10 viaggi | 11,20 €            |
| Sencillo MetroEste   | (Barrio del Puerto – Hospital del Henares)                                   | 10 viaggi | 11,20 €            |
| 10 Viajes ML Oeste   | (Colonia Jardín – Stazione di Aravaca) (Colonia Jardín – Puerta de Boadilla) | 10 viaggi | 12 €               |

#### Abbonamenti
| Tipo                               | Categoria                               | Zone di validità | Prezzo           |
| ---------------------------------- | --------------------------------------- | ---------------- | ---------------- |
| Mensile (Abono transporte mensual) | Normale (Normal)                        | A ed E2          | 54,60 €–131,80 € |
| Mensile (Abono transporte mensual) | Giovani (Joven) al di sotto dei 26 anni | A ed E2          | 20 €             |
| Mensile (Abono transporte mensual) | Terza età (3ª Edad) oltre i 65 anni     | A e C2           | 12,30 €          |
| Annuale (Abono transporte anual)   | Normale (Normal)                        | A ed E2          | 546 €–1318 €     |
| Annuale (Abono transporte anual)   | Giovani (Joven) al di sotto dei 26 anni | A ed E2          | 200 €            |
| Annuale (Abono transporte anual)   | Terza età (3ª Edad) oltre i 65 anni     | A e C2           | 123 €            |

### Accessibilità
Non tutte le stazioni della metropolitana madrilena permettono un facile accesso alle persone con disabilità motoria, ma in anni recenti la percentuale di stazioni che permettono l'accesso sta aumentando per due motivi:
- in tutte le stazioni di nuova costruzione è assente qualsiasi tipo di barriere architettoniche;
- sono stati effettuati lavori nelle stazioni, in particolare sulla linea 3, che prevedevano l'eliminazione delle barriere architettoniche.

Ad oggi le linee meno accessibili sono le linee 1, 2, 4, 5 e 9, mentre le più accessibili sono tutte le tre linee della metropolitana leggera, le linee 3, 8, 11, 12 e il Ramal.
Nella tabella viene indicato il numero di stazioni, con relativa percentuale, che permettono l'accesso a persone con disabilità motoria.
| Linea | Totale stazioni | Stazioni accessibili a persone con disabilità motoria | Percentuale |
| ----- | --------------- | ----------------------------------------------------- | ----------- |
|       | 33              | 16                                                    | 48,5%       |
|       | 20              | 10                                                    | 50%         |
|       | 18              | 18                                                    | 100%        |
|       | 23              | 9                                                     | 39,1%       |
|       | 32              | 10                                                    | 31,3%       |
|       | 28              | 14                                                    | 50%         |
|       | 30              | 21                                                    | 70%         |
|       | 8               | 8                                                     | 100%        |
|       | 29              | 13                                                    | 44,8%       |
|       | 31              | 23                                                    | 74,2%       |
|       | 7               | 7                                                     | 100%        |
|       | 28              | 28                                                    | 100%        |
|       | 2               | 2                                                     | 100%        |
|       | 9               | 9                                                     | 100%        |
|       | 13              | 13                                                    | 100%        |
|       | 16              | 16                                                    | 100%        |

### Copertura GSM/UMTS
A gennaio 2018 non tutte le linee risultano coperte da GSM-UMTS/HSPA, infatti alcune lo sono solo parzialmente. La linea 11 è l'unica linea a risultare totalmente priva di copertura telefonica.
La copertura GSM/UMTS si trova sulle seguenti tratte delle linee della metropolitana:
| Linea | Tratta coperta                                                                          |
| ----- | --------------------------------------------------------------------------------------- |
|       | Chamartín – Pacífico Alto del Arenal                                                    |
|       | Las Rosas – Cuatro Caminos                                                              |
|       | Moncloa – Legazpi                                                                       |
|       | Argüelles – Alonso Martinez Goya – Avenida de América Mar de Cristal                    |
|       | Empalme – Ciudad Lineal                                                                 |
|       | Príncipe Pío – Legazpi Oporto                                                           |
|       | Guzmán el Bueno – Avenida de América Pueblo Nuevo                                       |
|       | Nuevos Ministerios – Aeropuerto T4                                                      |
|       | Plaza de Castilla – Príncipe de Vergara Sainz de Baranda Rivas Futura – Arganda del Rey |
|       | Tres Olivos Chamartín – Casa de Campo                                                   |
|       | Puerta del Sur El Bercial                                                               |
|       | Ópera – Príncipe Pío                                                                    |

### Bibliometro e Canalmetro

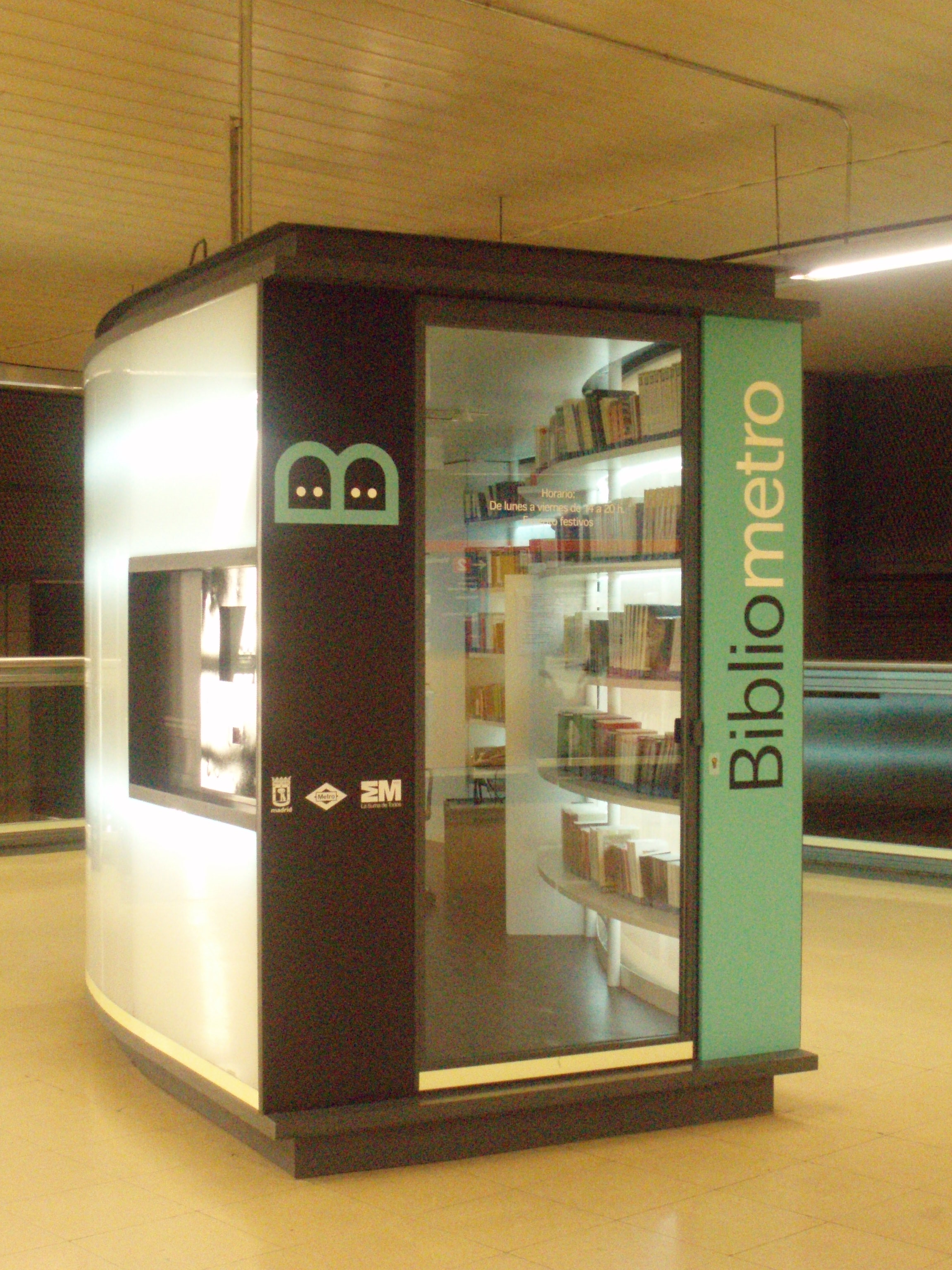
Uno dei chioschi del Bibliometro presenti nelle stazioni della metropolitana

Il servizio Bibliometro è entrato in servizio nell'aprile 2005, in concomitanza del quarto centenario del Don Chisciotte. Questo servizio mette a disposizione degli utenti un servizio di prestito di libri: gli utenti possono trovare all'interno di alcune stazioni dei chioschi dove possono prendere in prestito dei libri come se si trattasse di una biblioteca. Lo scopo del servizio è la promozione della lettura. Il servizio del Bibliometro è presente nelle stazioni di Nuevos Ministerios, Canal, Aluche, Moncloa, Chamartín, Sierra de Guadalupe, Puerta de Arganda, Embajadores, Mar de Cristal, Carabanchel Alto, Legazpi e Puerta del Sur.
Altro servizio presente sulla rete metropolitana madrilena è il Canalmetro, servizio che funziona sugli schermi presenti nei vagoni di ultima generazione il quale consiste in una serie di informazioni passate sui monitor, senza audio e senza pubblicità, alle quali si alternano informazioni sulla stazione successiva, gli interscambio e il capolinea.

### Metrobúhos
Lo Búho Metro o Metrobúho era un servizio di autobus notturni che sostituiva la metropolitana il venerdì e il sabato nelle ore di chiusura della suddetta. Era composta da 15 linee che copriva parzialmente il percorso delle linee metro. Il servizio è stato abolito il 1º ottobre 2013. Le linee di cui era composto erano le seguenti:
- L1: Plaza de Castilla - Congosto
- L2: Cuatro Caminos - Ventas
- L3: Moncloa - Legazpi
- L4: Argüelles - Parque de Santa María
- L5: Casa de Campo - Canillejas
- L6: Circular (sentido antihorario)
- L06: Circular (sentido horario)
- L7: Lacoma - Las Musas
- L8: Nuevos Ministerios - Barajas
- L9: Herrera Oria - Puerta de Arganda
- L10: Fuencarral - Cuatro Vientos
- L11: Plaza Elíptica - Pan Bendito
- Le linee N121, N122 e N123 coprivano il percorso della linea 12

## Progetti

Mappa degli ampliamenti in programma fino al 2030

### Estensioni
| Linea | Tratta                                   | Inizio lavori | Inaugurazione (prevista) | Lunghezza | Stazioni | Stato            |
| ----- | ---------------------------------------- | ------------- | ------------------------ | --------- | -------- | ---------------- |
|       | Alameda de Osuna ↔ Aeropuerto T1-T2-T3   | 2025          | 2028                     | 1,7 km    | 1        | In progettazione |
|       | Puerta de Arganda ↔ Rivas-Urbanizaciones | ?             | 2029                     | 0 km      | 1        | In progettazione |
|       | Chamartín ↔ Puerta del Norte             | ?             | ?                        | 3 km      | 3        | In progettazione |
|       | Plaza Elíptica ↔ Conde de Casal          | 2022          | 2030                     | 6,9 km    | 5        | In costruzione   |
|       | La Fortuna ↔ Cuatro Vientos              | 2024          | 2026                     | 2,6 km    | 1        | In progettazione |
|       | Conde de Casal ↔ Valdebebas              | ?             | ?                        | 15,2 km   | ?        | In progettazione |

#### Linea 5
È in fase di progettazione il prolungamento della linea dall'attuale capolinea Alameda de Osuna alla stazione Aeropuerto T1-T2-T3, dove si collegherà alla linea 8 permettendo un collegamento diretto dal centro all'aeroporto.

#### Linea 9
È in fase di progettazione la realizzazione di una stazione intermedia tra Puerta de Arganda e Rivas-Urbanizaciones per dare servizio ai futuri sviluppi urbanistici di Los Ahijones e Los Berrocales.

#### Linea 10
Sono in progetto 3 nuove stazioni che daranno servizio al futuro sviluppo urbanistico Madrid Nuevo Norte. Le 3 stazioni saranno servite da un ramo della linea 10 che partirà da Chamartín.

#### Linea 11
Il 3 luglio 2018 il Consorcio Regional de Transportes de Madrid ha confermato l'estensione della linea fino a Conde de Casal (destinazione delle linee di autobus interurbane dai comuni dell'asse dell'A-3), passando per le già esistenti stazioni Palos de la Frontera e Atocha, dove si collegherà alle linee della rete Cercanías e all'AVE. Inoltre saranno costruite le due nuove stazioni Comillas e Madrid Río. Il costo dei lavori è stato stimato in circa 265 milioni, il nuovo percorso sarà lungo 6,5 km e l'entrata in funzione è prevista per il 2030.
La linea 11 verrà poi prolungata, in diverse fasi, da Conde de Casal fino a Valdebebas, passando per le già esistenti stazioni di Vinateros, La Elipa, Pueblo Nuevo, Arturo Soria, Mar de Cristal e Aeropuerto T4. Verranno inoltre costruite alcune nuove stazioni intermedie lungo il percorso.
È stato anche approvato il progetto di espansione della linea 11 da La Fortuna a Cuatro Vientos per il collegamento con la linea 10.